# Anberlin
Anberlin é uma banda americana de rock alternativo formada em Winter Haven, Flórida, em 2002, extinta em 2014 e reunida em 2018. Desde o início de 2007, a banda é formada pelo vocalista Stephen Christian, pelos guitarristas Joseph Milligan e Christian McAlhaney, pelo baixista Deon Rexroat e pelo baterista Nathan Young.
Os membros do Anberlin formaram originalmente uma banda sob o nome de SaGoh 24/7 em 1998, lançando dois álbuns de estúdio antes da separação, com os membros tendo uma mudança na direção musical e no nome. Anberlin foi formada em 2002; depois de um ano de existência, eles assinaram com a gravadora semi-independente Tooth & Nail Records e lançaram o seu álbum de estreia, Blueprints for the Black Market. Em 2005, a banda lançou o seu segundo álbum, Never Take Friendship Personal. O terceiro álbum da banda, Cities, foi lançado em 2007 e tornou-se o primeiro álbum a alcançar o top 20 da Billboard 200, vendendo 34.000 cópias na sua semana de estreia.
Anberlin assinou com a gravadora Universal Republic em 2007 e em 2008 lançou New Surrender, que alcançou o número 13 na Billboard 200, com o primeiro single, "Feel Good Drag", reivindicando o No. 1 na parada de músicas alternativas, após 29 semanas na parada. Antes do lançamento do seu quinto álbum de estúdio, Dark Is the Way, Light Is a Place, Anberlin vendeu mais de 1.000.000 de álbuns. O seu sexto álbum de estúdio, Vital, foi lançado em 16 de outubro de 2012 e relançado na Big3 Records com o título Devotion um ano depois, em 15 de outubro de 2013.
Em 16 de janeiro de 2014, foi anunciado que o Anberlin estaria se separando em 2014 após gravar o seu sétimo e último álbum de estúdio, Lowborn, e fazer uma digressão pela última vez. Depois de realizar espectáculos no final de 2018, o grupo reuniu-se para fazer uma digressão em 2019. Em maio de 2020, Christian mencionou que eles estavam trabalhando num novo material.

## História

### SaGoh 24/7
O vocalista Stephen Christian conheceu o baixista Deon Rexroat quando ainda estavam na escola e formaram uma banda de punk cristão, chamada SaGoh (Servant's after God's own heart) 24/7. Nessa época, se juntaram à banda o baterista Sean Hutson e o guitarrista Joseph Milligan. Com formação completa, SaGoh 24/7 gravou dois álbuns Servants After God's Own Heart (1999) e Then I Corrupt Youth (2001), ambos pela Rescue Records. Depois de uma vendagem de 1.300 álbuns, o baterista Hutson deixa a banda para se dedicar à família e Nathan Young o substitui.
Stephen e Joseph dão início a um projeto acústico, o qual é nomeado Anberlin, após uma sugestão de Joseph, desenvolvendo assim, um som voltado para o rock. Algumas músicas de SaGoh 24/7 são regravadas, criando uma nova banda de rock alternativo.

### Blueprints for the Black Market
Anberlin foi oficialmente criada em 2002, após serem abordados pelas Tooth & Nail Records. Quase um ano após sua criação, gravaram Blueprints for the Black Market, o 1º álbum, produzido por Aaron Sprinkle, que não foi tão bem nas paradas de sucesso da época, mas o single Readyfuels provou que o álbum tinha tudo para ser bem sucedido, vendendo cerca de 6.000 cópias.
A partir de uma turnê com outras bandas e promoções na internet, surgiram fãs da banda.
Nessa época, o guitarrista Joey Bruce foi tirado da banda, pois, de acordo com Stephen, para Joey "tudo era sexo e drogas" e ele estava tomando rumos diferentes que o restante da banda. Depois de várias falhas em substituições, Nathan Strayer, do The Mosaic, assumiu o posto de Joey, que hoje é vocalista e guitarrista da banda Mouse Fire.

### Never Take Friendship Personal
Após lançarem Blueprints for The Black Market, entraram em estúdio para gravarem um novo álbum, Never Take Friendship Personal, produzido novamente por Aaron Sprinkle e lançado em 2005.
Com esse álbum, chegaram à posição #144, do Top 200 da Billboard. O álbum foi muito bem recebido pelo críticos, em relação ao Blueprints for The Black Market, que geraram opiniões favoráveis à banda.
Antes do lançamento de Never Take Friendship Personal, a banda disponibilizou apenas uma música do álbum por uma semana no site PureVolume e no MySpace, além do próprio site da banda. Dois singles foram disponibilizados: A Day Late e Paperthin Hymn. Ambos foram sucesso nas rádios de rock alternativo, assumindo então a posição #38 das paradas de sucesso do Rock Moderno.
Anberlin participou de uma série de compilações nessa época, regravando alguns músicas de Bob Dylan, como Like a Rolling Stone, de Depeche Mode, como Enjoy the Silence e a música Christmas (Baby please come home).

### CitieseLost Songs
O terceiro álbum gravado por Anberlin, Cities, também foi produzido por Aaron Sprinkle e lançado no começo de 2007. Vendeu 34.000 cópias na primeira semana, subindo para a posição #19 do Top 200 da Billbord e recebeu elogios dos críticos.
Antes do lançamento de Cities, a banda lançou um EP, Godspeed, exclusivo no iTunes no fim de 2006 para mostrar uma prévia do quer seria o álbum.
Com o lançamento do álbum Cities, Anberlin iniciou sua primeira turnê, apoiados por bandas como Bayside, Meg & Dia e Jonezetta.
Em uma entrevista sobre o álbum, Stephen comentou que as letras das músicas, comparando com toda a discografia, estavam mais maduras neste álbum. "O primeiro CD (Blueprints for the black market) foi infantil da maniera que era Homem vs Mundo. Cities é mais adulto na maneira que se torna Homem vs Ele mesmo."
Um dia antes do lançamento de Cities, foi anunciado que o guitarrista Nathan Strayer dexaria a banda para voltar ao The Mosaic e Christian McAlhaney, da banda Acceptance, poderia assumir o posto vago.
As composições do álbum que não foram lançadas na época em Cities, formaram um álbum chamado Lost Songs, lançado em 20 de novembro de 2007.

### New Surrender
Em 16 de agosto de 2007, Anberlin assinou contrato com a Universal Republic Records e, desde então, começaram a compor um novo material para sua grande estréia no selo, lançando no mercado em Agosto de 2008. Este será o primeiro álbum da banda não distribuído pela Tooth & Nail Records ou produzido por Aaron Sprinkle. Em fevereiro deste ano se iniciaram as oito semanas de sessões de gravação com o famoso produtor Neal Avron (New Found Glory, Yellowcard). Stephen Christian disse em uma entrevista: "Nós estamos muito empolgados com este trabalho com o Neal. Eu acho que nossos fãs vão adorar quando ouvirem o resultado final". Stephen também falou sobre as dificuldades em compor este álbum: "Quando você tenta escrever 29 músicas, você acha que está trabalhando em círculos. Eu só quero ir muito além nesse 1 ano, tenho me dedicado, procurando em livros, em arte e nos amigos para obter novas direções."
A banda tem registrado com uma webcam os momentos vividos em estúdio para exibir aos fãs, através do MySpace.
O álbum, intitulado New Surrender, já foi posto em 2º lugar na lista dos "25 álbuns antecipados de 2008", no site Jesus Freak Hideout.

### Outros projetos
Stephen Christian tem criado um projeto acústico solo, intitulado Anchor & Braille, apesar de o projeto ter, inicialmente, contado com Aaron Marsh, do Copeland.
O projeto foi compactado em vinil de 7" e resumiu obras criadas ao longo de 2007, com previsão de lançamento até junho de 2008.

## Origem do nome
Várias entrevistas concedidas pelo vocalista Stephen Christian falam sobre a escolha do nome da banda:
1) Stephen havia planejado por muito tempo colocar em sua primeira filha o nome de Anberlin. Lutando para encontrar um nome para a banda, sugeriu então Anberlin. "Nos sentamos juntos tentando encontrar um nome para a banda. Nós não eramos casados ou tínhamos filhos, mas um dia eu pensei em colocar o nome Anberlin em minha filha, então sugeri que colocassemos esse nome na banda que parecia ser a melhor opção. Então escolhemos Anberlin e ninguém achava outro melhor." Stephen não cumpriu os planos de colocar o nome Anberlin em sua primeira filha, entretanto, "se você tiver uma filha e lhe der o nome de Anberlin, ela pensará que foi lhe dado o nome da banda e não o contrário."
2) Stephen disse em uma outra entrevista que o nome da banda foi criado enquanto a banda passeava por algumas cidades da Europa que ele queria visitar, como Londres, Paris, Roma e Berlim. Stephen achou que E Berlim seria um nome legal para uma banda. A ideia foi aceita, porém modificada para Anberlin.
3) Stephen afirmou em outra entrevista que "Há várias histórias que circulam pela internet sobre o nome da banda, mas a história real é que quando eu estava no colégio, minha banda preferida era Radiohead e uma de suas músicas não-lançadas, Kid A, e havia um ruído de fundo na música. Enquanto Thom cantava, eu sempre pensei que o ruído soava algo como Anberlin, I Anberlin, então achei que seria um grande nome para uma banda e bem... era/é".

## Envolvimento com Cristianismo
Ao longo dos anos, muitos fãs e mídia têm, consistentemente, caracterizado Anberlin como uma banda cristã. Entretanto, Stephen Christian nega essas alegações, afirmando em uma entrevista: "Acho que todos somos categorizados como um lote, porque nós éramos da Tooth & Nail Records, que anos atrás, era conhecida como uma gravadora cristã e nunca perderam essa reputação. Eu não me importo com quem ouve nossas gravações. Se isto ajuda as pessoas em quaisquer circunstâncias em que estejam, então isso é incrível, mas eu, definitivamente, não nos considero como uma banda cristã". De qualquer modo, Stephen afirma também que "[Minha fé] afeta todas as músicas relativas a minha vida, mas eu não sou um pregador, eu sou um animador."
Apenas destas declarações e de outras semelhantes, há diversas listas que incluem Anberlin como uma banda cristã e, algumas músicas da banda, contêm referências bíblicas.
Além disso, suas músicas foram inclusas nos CDs e DVDs de rock cristão e também são frequentemente exibidas nos canais de música gospel dos EUA.
Stephen declarou em uma entrevista para uma rádio que a banda tenta "andar fora da bolha" e referiu-se a eles mesmos como parte da música cristã. Discutiu também sobre o que os cristãos deveriam fazer em suas vidas: o amor e a abraçar os outros como Jesus teria e mostrar a graça de Deus para as pessoas. Mencionou também que a banda Fall Out Boy não conhecia muito sobre Jesus até que Anberlin entrasse em turnê com eles.

## Fim
Em 16 de Janeiro de 2014, através de um video postado em seu canal oficial do youtube, a banda anunciou a sua separação e foi anunciado o lançamento de um último álbum e uma turnê mundial de despedida da banda.

## Membros

### Atuais
- Christian McAlhaney (guitarrista - desde 2007)
- Nathan Young (baterista)
- Stephen Christian (vocal);
- Deon Rexroat (baixista - desde 2002);
- Joseph Milligan (guitarrista solo - desde 2002);
- Kyle Flynn (membro de turnês - guitarrista e tecladista)

### Antigos
- Nathan Strayer (guitarra e backing vocals) - (2004-2007) - Agora faz parte da banda The Brick Path;
- Joey Bruce (guitarra - 2002-2004) - Agora faz parte da banda Mouse Fire.

## Discografia

### EPs
- Godspeed EP (2006)

### Álbuns de estúdio
- Blueprints for the Black Market (2003)
- Never Take Friendship Personal (2005)
- Cities (2007)
- New Surrender (2008)
- Dark Is the Way, Light Is a Place (2010)
- Vital (2012)
- Lowborn (2014)

### Compilações
- Lost Songs (2007)

## Singles
- Blueprints for the Black Market
  - Readyfuels (2003);

- Never Take Friendship Personal
  - A Day Late (2005);
  - Paperthin Hymn (2006);

- Cities
  - Godspeed (2006);
  - The Unwinding Cable Car (2007);

- New Surrender
  - Feel Good Drag (2008);
  - Breaking (2009);

- Dark Is the Way, Light Is a Place
  - Impossible (2010);
  - Take Me (As You Found Me) (2010);
  - We Owe This To Ourselves (2010).

- Vital
  - Unstable (2013).